# Washington (New Hampshire)
Cet article concerne la ville du New Hampshire. Pour l'État américain, voir Washington (État). Pour la capitale des États-Unis, voir Washington, D.C.. Pour les autres significations, voir Washington.
Washington est une ville du comté de Sullivan, situé dans l'état américain du New Hampshire.

## Géographie
D'après le bureau du recensement des États-Unis, la ville couvre une surface de 123,3 km2 dont 117,6 km2 sont composés de terres.

## Démographie
Au recensement de 2010, la ville est peuplée de 1 123 habitants.

## Histoire
Dès 1735, l'emplacement de la ville était occupé par un fort destiné à repousser les attaques d'indiens. En 1768, les premiers colons construisent les premières maisons de la ville et la ville est incorporée par le gouvernement révolutionnaire le 13 décembre 1776 et prend le nom de Washington en l'honneur de George Washington.